# Куп Србије и Црне Горе у рагбију 2006.
Куп Србије и Црне Горе у рагбију 2006. је било 3. издање Купа Србије и Црне Горе у рагбију. 
Трофеј је освојио Победник.
| Освајач купа Србије и Црне Горе у рагбију 2006. |
| ----------------------------------------------- |
| Рагби клуб Победник 1. трофеј                   |